# Alifatski spojevi
Alifatski spojevi (grč. ἄλεıφαρ: mast, genitiv ἀλείφατος) su lančasti, aciklički organski spojevi koji sadrže ugljikove atome povezane u obliku otvorena lanca (na primjer alkani, alifatski alkoholi, aldehidi i kiseline, masti i masna ulja). Najjednostavniji alifatski spojevi su zasićeni ugljikovodici, alkani (parafini), u kojima su ugljikovi atomi međusobno vezani samo jednostrukim kemijskim vezama. U jednostavnim strukturnim formulama alifatskih spojeva ugljikovi se atomi prikazuju poredani u pravcu. Međutim, zbog tetraedarske usmjerenosti ugljikovih veza, lanci čine izlomljeni niz, a veze između atoma tvore kut od 109,5°. Druga velika skupina alifatskih spojeva nezasićeni su ugljikovodici koji sadrže dvostruke, odnosno trostruke veze između ugljikovih atoma, kao što su alkeni (etileni), odnosno alkini (acetileni).

## Primjeri
| Kemijska formula | Naziv             | Strukturna formula | Kemijska pripadnost         |
| ---------------- | ----------------- | ------------------ | --------------------------- |
| CH4              | Metan             |                    | Alkani                      |
| C2H2             | Etin ili acetilen |                    | Alkini                      |
| C2H4             | Eten              |                    | Alkeni                      |
| C2H6             | Etan              |                    | Alkani                      |
| C3H4             | Propin            |                    | Alkini                      |
| C3H6             | Propen            |                    | Alkeni                      |
| C3H8             | Propan            |                    | Alkani                      |
| C4H6             | 1,2-butadien      |                    | Dieni                       |
| C4H6             | 1-etilacetilen    |                    | Alkini                      |
| C4H8             | 1-buten           |                    | Alkeni                      |
| C4H10            | Butan             |                    | Alkani                      |
| C6H10            | Cikloheksen       |                    | Cikloalkeni                 |
| C5H12            | Pentan            |                    | Alkani                      |
| C7H14            | Cikloheptan       |                    | Cikloalkani                 |
| C7H14            | Metilcikloheksan  |                    | Cikloheksani                |
| C8H8             | Kuban             |                    | Oktani                      |
| C9H20            | Nonan             |                    | Alkani                      |
| C10H12           | Diciklopentadien  |                    | Dieni, cikloalkeni          |
| C10H16           | Felandren         |                    | Terpeni, dieni cikloalkeni  |
| C10H16           | Terpinen          |                    | Terpeni, cikloalkeni, dieni |
| C10H16           | Limonen           |                    | Terpeni, dieni, cikloalkeni |
| C11H24           | Undekan           |                    | Alkani                      |
| C30H50           | Skvalen           |                    | Terpeni, polieni            |
| C2nH4n           | Polietilen        |                    | Alkani                      |